# Dawn of the Planet of the Apes
Dawn of the Planet of the Apes (no Brasil, Planeta dos Macacos: O Confronto; em Portugal e nos PALOP, Planeta dos Macacos: A Revolta) é um filme estadunidense de ação e ficção científica, dirigido por Matt Reeves e distribuído pela 20th Century Fox. É estrelado por Andy Serkis, Gary Oldman, Jason Clarke e Keri Russell, sendo a sequência de Rise of the Planet of the Apes, baseado no livro La planète des singes de Pierre Boulle.
O filme foi lançado nos Estados Unidos e Canadá em 11 de Julho de 2014, e foi recebido com aclamação da crítica, com os críticos elogiando seus efeitos visuais, história, direção, atuação, e profundidade emocional. O filme também foi um sucesso de bilheteria, tendo arrecadado mais de 700 milhões dólares mundialmente, sendo o oitavo longa de maior bilheteria no ano.

## Enredo
O filme se inicia com uma montagem de reportagens que mostram o colapso da civilização humana, na esteira do vírus ALZ-113. Dez anos após a epidemia, o chimpanzé César (Andy Serkis) agora lidera e governa uma nova geração de aproximademente 8 mil símios, incluindo alguns de seus companheiros que ficaram presos junto com ele no santuário dos macacos. César lidera os primatas em uma caçada a veados, onde seu filho adolescente, Olhos Azuis, ganha profundas cicatrizes sendo atacado por um enlouquecido urso. César é convocado para sua nova casa na floresta Muir, onde sua esposa doente, deu à luz um filho. Depois de dez anos sem contato com os seres humanos, um pequeno grupo de sobreviventes de San Francisco se depararam com os macacos. Depois de um dos seus membros entrar em pânico, ele atira e fere um jovem chimpanzé chamado Ash, César leva os macacos ao encontro dos humanos na cidade de São Francisco e proíbe os seres humanos de entrar na floresta.
O líder do grupo de reconhecimento, Malcolm (Jason Clarke), convence o líder do agrupamento humano, Dreyfus, a dar-lhe três dias para fazer as pazes com os macacos e obter acesso a um gerador hidrelétrico em uma barragem dentro do território símio, o que poderia fornecer energia para a cidade. Dreyfus fica desconfiado dos macacos, e começa a armar os sobreviventes, em preparação para a guerra. Enquanto isso, o bonobo Koba (Toby Kebbell) primeiro tenente de Cesar, que havia sido cobaia dos seres humanos no passado, incentiva César a exterminar todos os seres humanos, enquanto eles estão enfraquecidos e desesperados. César, vendo uma chance para a paz com os seres humanos, se compromete a conceder o acesso à barragem. Com Malcolm, sua esposa e filho trabalhando no gerador, eles começam a formar um vínculo com os macacos, apesar de várias situações de tensão decorrentes da desconfiança mútua.
Koba toma conhecimento do armamento dos seres humanos, e confronta César sobre sua tolerância para com os seres humanos. César esmurra Koba por sua insolência, fazendo Koba arquitetar planos para usurpá-lo da liderança símia. Koba convence Olhos Azuis a acreditar que Malcolm e os seres humanos são perigosos, enquanto rouba uma arma do arsenal humano ao enganar e matar os guardas humanos. Na noite em que a energia é restaurada para a cidade, Koba espalha fogo nas construções da floresta dos macacos, que por serem de madeira, são destruidas e usa a arma humana clandestinamente para atirar em César, aparentemente matando-o e o corpo cai de uma laje. Olhos Azuis encontra a arma, e Koba aproveita a confusão resultante do resto dos macacos para colocar a culpa nos seres humanos e insuflar um frenesi em suas forças, e ele ordena um pilhagem ao arsenal dos humanos. Usando armas humanas, eles invadem o assentamento de São Francisco, e em maior quantidade, conseguem matar quase todos os guardas que ficavam de  vigia (não mata dreyfus) e  capturam um tanque de guerra, rompendo as portas e aprisionando todos os seres humanos.
Malcolm e sua família encontram César ainda vivo na floresta, e o transportam para São Francisco enquanto procuram suprimentos médicos para ajudá-los a operar César. No meio do caos, Olhos Azuis e os outros macacos mais jovens se recusam a tirar vidas, levando Koba a matar um amigo de Olhos Azuis, chamado Ash. Malcolm encontra os suprimentos, juntamente com o vingativo Olhos Azuis, e leva-o a César, onde os dois fazem planos de retomar a cidade. César está enfraquecido por suas feridas, mas em conjunto com a ajuda de Olhos Azuis, Malcolm e os macacos ainda leais a ele, lidera um confronto no topo do arranha-céu da fortaleza humana, que agora é a nova sede do poder de Koba. Enquanto César e Koba digladiam-se no topo da torre, Malcolm tenta sem sucesso impedir Dreyfus de detonar os explosivos C-4 embaixo do prédio. A explosão mata Dreyfus e parte da torre cai, ferindo vários macacos, deixando Koba louco e com mais ódio. Então ele começa a disparar contra outros macacos, César é capaz de noucautear Koba sobre uma borda. Nenhum dos macacos ajuda Koba quando César deixa-o cair pela borda, vingando Ash e os macacos feridos no processo, e declarando Koba como "não sendo macaco".
Malcolm descobre que Dreyfus foi capaz de estabelecer comunicação com outros seres humanos, que estão enviando reforços militares para a sua localização. Sabendo que a guerra já começou, tanto César como Malcolm lamentam a oportunidade perdida para a paz de ambos as espécies. Malcolm desaparece nas sombras, enquanto César mantém-se em pé ao alvorecer, pronto para liderar os macacos à guerra.

## Elenco

### Humanos
- Jason Clarke como Malcolm
- Keri Russell como Ellie, a esposa de Malcolm
- Gary Oldman como Dreyfus
- Kodi Smit-McPhee como Alexander, o filho de Malcolm
- J. D. Evermore como Sniper
- Jocko Sims como Werner
- John R. Mangus como oficial de Dreyfus
- Rebekah Jean Morgan como Membro da Colônia
- Duane Cothren como Membro da Colônia Armada
- Mustafa Harris como Primeiro Oficial

### Macacos
- Andy Serkis como o chimpanzé César
- Judy Greer como a chimpanzé Cornelia
- Terry Notary como o chimpanzé Rocket
- Scott Lang como o gorila Luca, guardião do vilarejo dos macacos.
- Karin Konoval como o orangotango Maurice
- Toby Kebbell como o bonobo Koba
- Nick Thurston como Olhos Azuis, o filho adolescente de Cornelia e César.
- Larramie Shaw como o chimpanzé Ash, o melhor amigo de Olhos Azuis.
- Ihering como macaco albino.

## Recepção
No agregador de críticas dos Estados Unidos, o Rotten Tomatoes, na pontuação onde a equipe do site categoriza as opiniões da  grande mídia e da mídia independente apenas como positivas ou negativas, o filme tem um índice de aprovação de 91% calculado com base em 317 comentários dos críticos. Por comparação, com as mesmas opiniões sendo calculadas usando uma média aritmética ponderada, a nota alcançada é 7,9/10 que é seguida do consenso dizendo que, "com inteligência e ressonância emocional para combinar com seus efeitos especiais impressionantes, Dawn of the Planet of the Apes expande seu antecessor com uma explosão emocionante e ambiciosa de conquistas de ficção científica."
Em outro agregador de críticas também dos Estados Unidos, o Metacritic, que calcula as notas das opiniões usando somente uma média aritmética ponderada de determinados veículos de comunicação em maior parte da grande mídia, tem uma pontuação de 79/100, alcançada com base em 45 avaliações da imprensa anexadas no site, com a indicação de "revisões geralmente favoráveis".

## Produção

### Filmagens
As filmagens começaram em abril de 2013, em torno da cidade de Campbell River, Colúmbia Britânica, no Canadá. A localização da ilha de Vancouver foi escolhido por sua semelhança com os locais retratados no filme, as florestas, e da variedade de paisagens. As filmagens em Nova Orleans começaram em maio de 2013 e prosseguiram até julho de 2013 em vários locais, como o antigo Six Flags, o parque Six Flags Nova Orleans abandonado desde 2005 após o Furacão Katrina.

## Lançamento
O filme estreou nos Estados Unidos no dia 11 de julho de 2014. Nos cinemas de Portugal, a sequência de Planeta dos Macacos: A Origem chegou em 17 de julho. No Brasil, a estreia ocorreu em 24 de julho.

## Sequência
O próximo filme está agendado para ser lançado no dia 4 de julho de 2017 no Brasil e no dia 13 de julho nos Estados Unidos, intitulado Planeta dos Macacos: A Guerra, que possivelmente será o último da trilogia.